# Niccolò Capasso
Niccolò Capasso, o anche Nicola Capasso (Grumo Nevano, 13 settembre 1671 – Grumo Nevano, 1744), è stato un poeta, teologo, letterato e giureconsulto italiano.
Fu professore di diritto civile e canonico presso la Regia Università di Napoli (oggi Università degli Studi di Napoli Federico II). La sua opera principale fu una propria versione dell'Iliade di Omero. Nel 1761 fu pubblicata una raccolta di sue poesie dal titolo "Varie poesie".